# 本覚寺 (練馬区)
本覚寺（ほんがくじ）は、東京都練馬区にある日蓮宗の寺院。

## 概要
江戸時代初期、日栄上人によって開山された。なお、「新編武蔵風土記稿」では日円上人としている。開基は、当地の名主だった小島兵庫である。江戸時代、当寺は江戸の郊外にあったが、江戸町人の信仰が篤く、境内にある「日蓮上人五百遠忌碑」は「京橋中橋題目講中」という京橋住民の講によって建てられた。
隣接する北野神社の旧別当寺であったが、明治時代の神仏分離により、北野神社との関係は断ち切られた。

## 交通アクセス
- 光が丘駅より徒歩15分。